# Kon-Tiki Nunatak
Kon-Tiki Nunatak är en nunatak i Antarktis. Den ligger i Östantarktis. Australien gör anspråk på området. Toppen på Kon-Tiki Nunatak är 1 300 meter över havet, eller 400 meter över den omgivande terrängen. Bredden vid basen är 6,3 km.
Terrängen runt Kon-Tiki Nunatak är kuperad österut, men västerut är den platt. Trakten är obefolkad. Det finns inga samhällen i närheten.